# Audran Cattin
Audran Cattin est un acteur français, né le 4 février 1995 à Paris. Il est connu grâce à la série Les Bracelets rouges diffusée sur TF1.

## Biographie

### Ses débuts
Audran Cattin est un acteur français. En 2008, il suit des cours de théâtre au sein d'une troupe dirigée par Béatrice Benero après avoir passé six ans à Le TEP (Le Théâtre en plus), il suit une formation théâtrale en 2013, au cours Cochet Delavène dirigé par le comédien Jean-Laurent Cochet. En 2015, Audran Cattin prend des cours d'art dramatique au cours Le Foyer à Paris. En 2016, il rentre au cours Florent.
Après avoir fini ses études, l'acteur rejoint la série Trepalium d'Antarès Bassis  aux côtés de Léonie Simaga et Charles Berling. En 2017, il rejoint le casting du film L'Ascension réalisé par Ludovic Bernard, il interprète Nassir.
De 2018 à 2020, il joue le rôle de Thomas dans la série Les Bracelets rouges diffusée sur TF1.
Il est également chanteur, compositeur sous le nom de scène « Ocelot », avec un 1er album prévu pour courant 2019.

## Filmographie

### Cinéma

#### Longs métrages
- 2017 : L'Ascension de Ludovic Bernard : Nassir, le patron
- 2024 : Le Larbin de Alexandre Charlot et Franck Magnier : Louis Casteigne

#### Courts métrages
- 2018 : Corée, mon amour de Yoonyoung Choi : Martin

### Télévision

#### Séries télévisées
- 2012 : Lili David de Christophe Barraud : Joseph
- 2016 : Trepalium d'Antarès Bassis, épisode #1.1 : Recruteur zone 1
- 2018 - 2020, 2024 : Les Bracelets rouges, série réalisée par Nicolas Cuche : Thomas
- 2018 : Philharmonia, mini-série réalisée par Louis Choquette : Matteo Borowski
- 2020 : Les rivières pourpres : Herminien/Leo

## Théâtre
- 2008 : Dimanche de Jean-Michel Ribes, mise en scène Béatrice Benero, Casino de Bordeaux
- 2009 : Insupportables voisins de Emi Ferrili, mise en scène Béatrice Benero, Casino de Bordeaux
- 2010 : La course au Bonheur de Emi Ferrili, mise en scène Béatrice Benero,
- 2011 : Beaucoup de bruit pour rien de William Shakespeare, mise en scène Béatrice Benero
- 2012 : Phebus de Emi Ferrili, mise en scène Béatrice Benero
- 2012 : Ion de Emi Ferrili, mise en scène Béatrice Benero
- 2013 : Les Précieuses ridicules de Molière, mise en scène Béatrice Benero
- 2013 : Les mousquetaires du roi de Emi Ferrili, mise en scène Béatrice Benero
- 2014 : Les caprices de Marianne d'Alfred de Musset (auguste théâtre)
- 2014 : Seul d'Henri Duvernois  (auguste théâtre)
- 2015 : Soie d'Alessandro Baricco, mise en scène Olivier Leymarie
- 2015 : Masterclass d'Alexis Michalik
- 2015 : Masterclass de Jean-Luc Moreau
- 2015 : Masterclass de Michel Fau
- 2016 : Spectacle du foyer, théâtre Trévise
- 2016 : Le personnage Désincarné de Arnaud Denis, mise en scène Arnaud Denis, théâtre de la Huchette
- 2023 : Le Testament Médicis de Stéphane Landowski, mis en scène de Raphaëlle Cambray, Théâtre Lepic
- 2024 : Le Cercle des poètes disparus, adaptation de Gérald Sibleyras, mise en scène de Olivier Solivérès, Théâtre Antoine

## Distinctions

### Nominations
- Molières 2024 : Molière de la révélation masculine pour Le Cercle des poètes disparus